# Primo Hoagies
A PrimoHoagies Franchising, Inc., comercialmente chamado como Primo Hoagies (estilizado como PrimoHoagies), é uma cadeia de restaurantes de fast casual da costa leste dos Estados Unidos, fundada em 1992 no sul da Filadélfia. A Primo Hoagies tem mais de 115 estabelecimentos em dez estados.

## História
O Primo Hoagies foi fundado na Ritner Street, no sul da Filadélfia, em julho de 1992, por Richard e Colleen Neigre. Em 2002, o restaurante foi franqueado, com sua sede corporativa localizada em Westville, Nova Jérsia.
Os sanduíches mais populares são o “Italiano com prosciutto e queijo provolone, Capicola quente e salame de Gênova com tripa natural”.
A franquia é conhecida por seus hoagies no estilo da Filadélfia. Lindsey Nolen, da South Philly Review, declarou: “O Primos é o Primo quando se trata de um Hoagie italiano”.